# Ichthyococcus
Ichthyococcus is een geslacht van straalvinnige vissen uit de familie van lichtvissen (Phosichthyidae). Het geslacht is voor het eerst wetenschappelijk beschreven in 1841 door Bonaparte.

## Soorten
- Ichthyococcus australis Mukhacheva, 1980
- Ichthyococcus elongatus Imai, 1941
- Ichthyococcus intermedius Mukhacheva, 1980
- Ichthyococcus irregularis Rechnitzer & Böhlke, 1958
- Ichthyococcus ovatus (Cocco, 1838)
- Ichthyococcus parini Mukhacheva, 1980
- Ichthyococcus polli Blache, 1963